# Gothica-Kätzcheneule

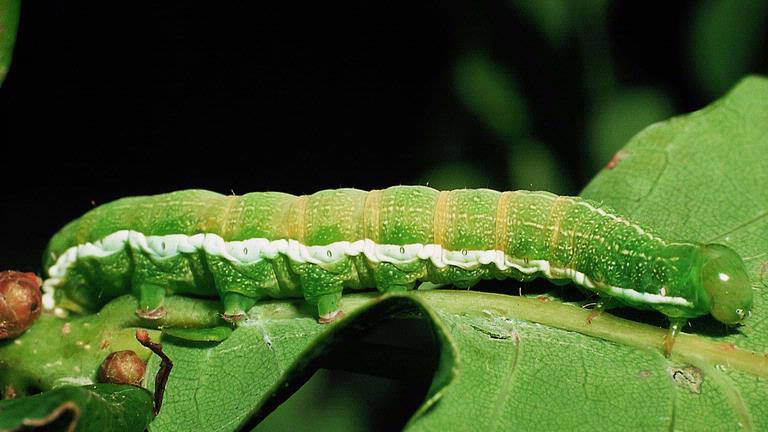
Raupe der Gothica-Kätzcheneule

Die Gothica-Kätzcheneule (Orthosia gothica), auch Bräunlichgraue Frühlingseule, Gotische Eule oder Graue Frühlingseule genannt ist ein Schmetterling (Nachtfalter) aus der Familie der Eulenfalter (Noctuidae).

## Merkmale

### Falter
Die Flügelspannweite der Falter beträgt 33 bis 39 Millimeter. Das Farbspektrum der Vorderflügel ist sehr groß und reicht von violettgrau oder purpurbraun bis zu braungrau und gelbgrau. Das tiefschwarze Feld, das vom Innenrand der Nierenmakel ausgehend die Ringmakel nahezu rechteckig umschließt, ist das charakteristischste Merkmal der Falter und ähnelt dem hebräischen Buchstaben Nun, weshalb die Art auch den englischen Namen Hebrew Character sowie den niederländischen Namen Nunvlinder trägt. Von der äußeren, hell angelegten Querlinie verläuft ein kurzer schwarzer Längsstrich nach innen. Die Wellenlinie hebt sich weißlich vom Untergrund ab. Zeichnungslos graubraun sind die Hinterflügel.

### Ei, Raupe, Puppe
Das halbkugelige Ei ist grau gefärbt und zeigt viele Längsrippen. Der Mittelfleck und die Binde sind dunkelrot. Die Raupen haben eine gelbgrüne Farbe, kleine gelbe Punkte, schmale weiße Rücken- und Nebenrückenlinien sowie sehr breite, weiße, scharf begrenzte Seitenstreifen und weißliche Stigmen. Die rotbraune Puppe hat zwei abwärts gebogene Spitzen am Kremaster.

### Ähnliche Arten
Äußerlich nicht zu unterscheiden ist Orthosia gothica von ihrer ostasiatischen Schwester Orthosia askoldensis. In diesem Fall ist zur sicheren Bestimmung eine Genitaluntersuchung erforderlich.

## Geographische Verbreitung und Lebensraum
Das Vorkommen der Art erstreckt sich von der Iberischen Halbinsel durch alle Länder Europas bis nach Ostasien einschließlich Japans. Im Norden ist sie noch jenseits des Polarkreises anzutreffen. Die südliche Arealgrenze verläuft durch den nördlichen Mittelmeerraum über Kleinasien nach Osten. Im Gebirge kommt sie bis auf über 2000 Meter Höhe vor. Die Gothica-Kätzcheneule ist in den verschiedensten Lebensräumen heimisch. Dazu zählen Waldränder, Lichtungen, Heidegebiete, buschige Wiesen sowie Kulturlandschaften und Siedlungsgebiete.

## Lebensweise
Die Falter sind dämmerungs- und nachtaktiv und besuchen künstliche Lichtquellen sowie Köder, bevorzugen zur Nahrungsaufnahme jedoch blühende Weidenkätzchen. Auch ihre sehr frühe Flugzeit verläuft weitestgehend parallel zur Weidenblüte (Salix) und umfasst dementsprechend überwiegend die Monate März bis Mai. Teilweise fliegen die Falter schon im Februar, selbst bei niedrigen Temperaturen. Die Raupen leben im Mai und Juni. Sie ernähren sich von den Blättern verschiedenster Pflanzen, beispielsweise von
- Ohr-Weide (Salix aurita),
- Hainbuche (Carpinus betulus),
- Edelkastanie (Castanea sativa),
- Roteiche (Quercus rubra),
- Großer Brennnessel (Urtica dioica),
- Wiesen-Sauerampfer (Rumex acetosa),
- Schlehdorn (Prunus spinosa),
- Echten Brombeeren (Rubus fruticosus),
- Rosen (Rosa),
- Heidelbeeren (Vaccinium myrtillus)

und anderen. Die Verpuppung erfolgt in einer festen Erdhöhle, wo auch die Überwinterung erfolgt.

## Gefährdung
Die Gothica-Kätzcheneule ist in Deutschland weit verbreitet und gebietsweise zahlreich anzutreffen, so dass sie auf der Roten Liste gefährdeter Arten als nicht gefährdet eingestuft wird.

## Systematik
Orthosia gothica wird in zwei Unterarten unterteilt:
- Orthosia gothica gothica, im größten Teil des Verbreitungsgebietes der Art
- Orthosia gothica jezoensis Matsumura, 1926, im Russischen Fernen Osten, Sachalin, Kurilen und Nordjapan.